# Фатьяновка (Курская область)
Фатья́новка — упразднённая деревня в Фатежском районе Курской области. С 1965 года является частью деревни Нижние Халчи.

## География
В настоящее время Фатьяновка является северной частью деревни Нижние Халчи. Расположена на левом берегу речки Холчи. Состоит из одной улицы, протянувшейся с севера на юг.

## История

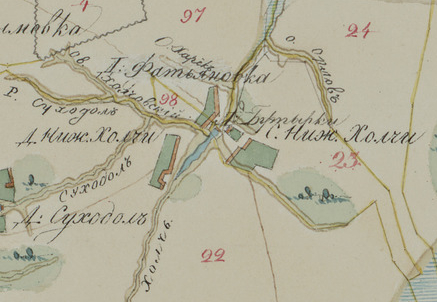
Фатьяновка и Нижние Халчи на карте 1785 года

Деревня Фатьяновка была основана между 3-й ревизией 1762 года и 4-й ревизией 1782 года переселившимися сюда из села Шахово однодворцами Фатьяновыми, по фамилии которых и получила название. Вскоре после основания сюда переселились однодворцы из некоторых других соседних селений: Азаровы из Суходола и Шахова, Калугины и Лукины из Нижних Халчей, Важовы и Щетинины (место исхода не указано).
По данным 4-й ревизии 1782 года в новопоселённой деревне Фатьяновке было 24 двора. Здесь жили однодворцы Фатьяновы (13 дворов), Калугины (4 двора), Щетинины (3 двора), Азаровы (2 двора), Важовы, Лукины (по 1 двору). Деревня была частью прихода Рождественского храма села Шахово.
По данным 7-й ревизии 1816 года в Фатьяновке жили однодворцы Фатьяновы (15 дворов), Щетинины (6 дворов), Лукины (3 двора), Калугины (2 двора), Азаровы, Важовы, Толмачёвы (по 1 двору) — всего 161 человек (86 мужчин и 75 женщин) в 29 дворах.
По данным 10-й ревизии 1858 года в Фатьяновке жили однодворцы Фатьяновы (10 дворов), Щетинины (4 двора), Калугины (3 двора), Лукины (2 двора), Головины, Толмачёвы, Широбоковы (по 1 двору) — всего 294 человека (131 мужчина и 163 женщины) в 22 дворах. В то время местные однодворцы входили в подчинение Нижнереутской казённой волости. 
В XIX веке помимо однодворцев в деревне проживали крепостные крестьяне. К моменту отмены крепостного права в 1861 году единственной помещицей в Фатьяновке была жена коллежского регистратора Елизавета Маслова. В 1862 году в Фатьяновке было 38 дворов, проживало 500 человек (230 мужского пола и 270 женского). В 1877 году в здесь было уже 77 дворов, проживало 506 человек. В то время деревня входила в состав Дмитриевской волости Фатежского уезда. В 1900 году здесь проживало 330 человек (156 мужского пола и 134 женского).
В советское время Фатьяновка вошла в состав Нижнехалчанского сельсовета. В 1937 году в деревне было 110 дворов. Во время Великой Отечественной войны, с октября 1941 года по февраль 1943 года, Фатьяновка находилась в зоне немецко-фашистской оккупации. По состоянию на 1955 год в деревне находился центр колхоза имени Карла Маркса. 22 октября 1965 года Фатьяновка была присоединена к деревне Нижние Халчи.

## Население
| 500 | 506 | 330 |